# Microhexuridae
Microhexuridae zijn een familie van spinnen. De familie telt 1 beschreven geslacht.

## Geslachten
- Microhexura Crosby & Bishop, 1925